# Encyklopedie fantastického filmu
Encyklopedie fantastického filmu je kniha encyklopedického charakteru, jejímž autorem je Ivan Adamovič a kolektiv. Knihu vydalo nakladatelství Cinema v roce 1994 ve spolupráci s časopisem Ikarie. Obsahuje údaje o zhruba tisícovce filmů z celého světa.

## Autoři encyklopedie
Knihu napsal autorský kolektiv, v jehož čele byl Ivan Adamovič. Jemu pomohli Pavel Beneš, Stanislav Čermák, Věroslav Hába, Pavel Kosatík, Marek Matěja, Ondřej Neff a Blažena Urgošíková.
Menším dílem se spolupodíleli Mgr Roland Schür (nakladatel), redaktoři a výtvarníci z nakladatelství.

## Technická data knihy
Encyklopedii vydalo v roce 1994 nakladatelství Cinema z Prahy jako svou 22. publikaci a vytiskla ji tiskárna Printo z Ostravy v nákladu 5000 výtisků.
Kniha velkého formátu má 232 stran, je vázaná s tmavou obálkou, na níž jsou četné filmové fotografie. Doporučená cena tehdy byla 335 Kč. Mimo textu obsahuje velké množství malých i celostránkových, černobílých i barevných fotografií. Texty jsou na každé stránce psané ve dvou sloupcích.

## Obsah knihy
Na počátku knihy je krátká předmluva od nakladatele Mgr Schüra. Pak je úvodní slovo na čtyři stránky od autora knihy, kde objasňuje systém řazení hesel, své zdroje. Pak je dvoustránková stať vyjasňující orientaci v encyklopedii.
Vlastní kniha má 5 částí označených A až E. V hlavní A části, která tvoří zhruba polovinu obsahu knihy, je podrobný popis 300 tzv.hlavních filmů. U každého hesla je stát, rok výroby, autoři, herci a děj filmu. U třetiny je připojena fotografie hlavní postavy či filmového výjevu. Hesla jsou řazena abecedně dle názvu uváděného v českých filmech.
Druhá část B na 40 stranách obsahuje krátká hesla o 700 méně důležitých filmech, každý je na 6-12 textových řádek, bez fotografií.
Třetí C část se krátce věnuje fantastickému žánru na televizních obrazovkách, tedy seriálové produkci.
Čtvrtá část D nazvaná Dodatky obsahuje údaje o filmových cenách, nákladech, oblíbenosti.
Poslední E část obsahuje rejstřík autorů, názvů filmů a seznam použité literatury.